# Het pad der 7 zonden
Het pad der 7 zonden is een single die werd uitgebracht naar aanleiding van de Nederlandse bioscoopfilm Anubis en het pad der 7 zonden.
De single, die onderdeel is van de soundtrack van de film, verscheen op 8 september 2008 en is geschreven door Gert Verhulst, Hans Bourlon en Johan Vanden Eede.

## Tracklist
| Nr. | Titel                                |
| --- | ------------------------------------ |
| 1   | Het pad der 7 zonden                 |
| 2   | Het pad der 7 zonden (instrumentaal) |

## Zang
- Nienke: Loek Beernink
- Amber: Iris Hesseling
- Fabian: Lucien van Geffen
- Patricia: Vreneli van Helbergen
- Jeroen: Sven de Wijn
- Joyce: Marieke Westenenk
- Noa: Gamze Tazim